# Tour de la Martinique
Die Tour de la Martinique (dt. Martinique-Rundfahrt) ist ein Straßenradrennen in der französischen Überseeregion Martinique.
Das Etappenrennen führt in neun Etappen über die Insel der Kleinen Antillen. Erstmals wurde das Rennen 1965 ausgetragen und fand seitdem jedes Jahr statt. Einzig 1970 musste die Austragung wegen eines Zyklons abgesagt werden. Rekordsieger ist Frédéric Delalande, der das Rennen dreimal gewinnen konnte. 2005 wurde es in die UCI-Kategorie 2.2 klassifiziert und wurde Teil der UCI America Tour.

## Palmarès
| - 2025 Damien Urcel - 2024 Stefan Bennett - 2023 Eddy-Michel Cadet-Marthe - 2022 Diego Armando Soracá - 2020–2021 nicht ausgetragen - 2019 Eduin Becerra - 2018 Mickaël Stanislas - 2017 Yonathan Salinas - 2016 Yolan Sylvestre - 2015 Julien Liponne - 2014 Cédric Eustache - 2013 Camille Chancrin - 2012 Cédric Eustache - 2011 Guillaume Malle - 2010 Miyataka Shimizu - 2009 Timothée Lefrançois - 2008 Willy Roseau - 2007 Louis Teplier - 2006 Jonathan Dayus - 2005 Frédéric Delalande - 2004 Hervé Arcade - 2003 Willy Noyon | - 2002 Lionel Genthon - 2001 Jérôme Guisneuf - 2000 Cameron Hughes - 1999 Reto Amsler - 1998 Rodrigue Lelamer - 1997 Eliecer Valdés - 1996 Piotr Wadecki - 1995 Eliecer Valdés - 1994 Frédéric Delalande - 1993 Hugues Hierso - 1992 Manuel Consuegra - 1991 Frédéric Delalande - 1990 Erwin Hammerschmid - 1989 Yussen Monsalve - 1988 Hernan Patino - 1987 Nelson Rodriguez - 1986 Pierre Rosalien - 1985 Philippe Montagnac - 1984 Carlos Gutierez | - 1983 Loîza Herman - 1982 Jean-Michel Condette - 1981 Eric Zubar - 1980 Didier Leseaux - 1979 Christian Merlot - 1978 Claire Valentin - 1977 Rémillien Bedard - 1976 Alain Heraud - 1975 Claire Valentin - 1974 Pierre Touchefeu - 1973 Alfred Defontis - 1972 Maurice Le Guilloux - 1971 Fernand Neror - 1970 Keine Austragung - 1969 Romain Gueppois - 1968 Bernard Doussaint - 1967 Saturnin Molia - 1966 Sylvère Cabrera - 1965 Roger Martial |